# Adobe After Effects
Adobe After Effects（アドビ アフターエフェクツ）は、アドビが販売している映像のデジタル合成やモーション・グラフィックス、タイトル制作などを目的としたソフトウェアであり、この分野では代表的な存在である。「A.E.」「AE」「Ae」（えーいー）と略されることもある。After Effectsは主に映画やテレビ番組の映像加工、CM制作、ゲーム、アニメ、Webなどのコンテンツ制作に広く利用されている。
基本は2Dの映像加工ソフトであるが、3D空間も持っているため、2Dの映像だけでなく3Dのモデリングデータや、カメラ、ライトもその空間内に配置できる。そのため2.5Dソフトなどと呼ばれることがある。
バージョン7以前はStandardとProfessionalの2種類のエディションが存在したが、CS3 (v8.0) よりStandardは廃止され、Professionalのみとなった。またCS4 (v9.0) からはエディション表記がなくなった。さらにCS5からは32ビット版が廃止され、64ビット版のみの販売となっている。
After Effectと誤記されることもあるが、正しくはAfter Effectsである。
同じアドビ製品との連携機能を多く備え、NLEソフトであるPremiere Proとは特にAdobe DynamicLinkの機構を通じて強力な連携が可能。
標準装備の機能に加え、サードパーティーから数多くのプラグインが提供されており、機能を自在に追加して利用することができる。

## 歴史
After Effectsは、もともとは米国のthe Company of Science and Art社で作られた。Version 1.0が発売されたのは1993年である。1994年にはPowerPC accelerationによってversion 2.1が紹介された。the Company of Science and Arts社は1993年の6月にアルダスに買収されたが、この会社も1994年にアドビに買収され、この時にアドビはPageMakerとAfter Effectsの権利を得た。アドビが初めてAfter Effectsをリリースしたのはversion 3であり、コードネームは「Nimchow」であった。日本では1998年12月、「Adobe After Effectsの達人」（BNN社刊・宗宮賢二著）によって初めて専門解説書が出され、それ以降広まった。After Effects Pro 4.1までにはハードウェアキー（ドングル）が必須であった。その後インターネット接続によるアクティベーションが導入された。
| バージョンの変遷 | バージョンの変遷       | バージョンの変遷        | バージョンの変遷 |
| リリース         | バージョン             | コードネーム            | 主な機能 |
| ---------------- | ---------------------- | ----------------------- | --- |
| 1993年1月        | 1.0                    | Egg                     | マスク付きのレイヤー合成、エフェクト、変形、キーフレーム、Mac版のみ |
| 1993年5月        | 1.1                    |                         | エフェクトを追加 |
| 1994年1月        | 2.0                    | Teriyaki                | タイムレイアウトウィンドウ、複数マシンでのレンダリング、フレームブレンディング |
| 1995年10月       | 3.0                    | Nimchow                 | レンダーキュー、タイムリマップ、レイヤーへ複数のエフェクト適用、モーショントラッカー、モーション演算、Illustratorインポート、Photoshopファイルをコンポジションとしてインポート、日本語版が初めてリリース |
| 1996年4月        | 3.1                    |                         | ファイルフォーマット、マルチプロセッシング |
| 1997年5月        | 3.1 (Windows)          | Dancing Monkey          | Windowsに対応した初めてのバージョン、コンテキストメニュー、フランス語版およびドイツ語版が初めてリリース |
| 1999年1月        | 4.0                    | ebeer                   | ウィンドウ表示のタブ採用、レイヤーごとに複数のマスク、調整レイヤー、RAMプレビュー、Premiereインポート、Mac版とWindows版を同時リリースした初めてのバージョン |
| 1999年9月        | 4.1                    | Batnip                  | フローチャート表示、ウォッチフォルダ、3Dチャンネルエフェクト |
| 2001年4月        | 5.0                    | Melmet                  | 3D、エクスプレッション、16ビットカラー対応 |
| 2002年1月7日     | 5.5                    | Fauxfu                  | 3Dレンダラーの改良、マルチ3Dビュー、Mac OS Xに対応した初めてのバージョン |
| 2003年8月        | 6.0                    | Foodfite                | ペイント、スクリプト機能、テキストレイヤー、OpenGLサポート |
| 2004年5月        | 6.5                    | Chambant                | クローン、アニメーションプリセット、グレーンマネジメント |
| 2006年1月        | 7.0                    | Clamchop                | 新しいドッキングパネルUI、32ビットカラー対応（浮動小数点）、ディスプレイカラーマネジメント、Premiere ProとのDynamic Link機能、スペイン語版およびイタリア語版が初めてリリース |
| 2007年7月2日     | CS3 (8.0)              | Metaloaf                | シェイプレイヤー、パペットツール、ブレインストーム、Adobe Clip Notes、Intel Macに対応した初めてのバージョン |
| 2008年1月22日    | CS3 (8.0.2)            | Metaloaf                | Panasonic P2ファイルに対応 |
| 2008年12月19日   | CS4 (9.0)              | Chinchillada            | CUDA対応、プロジェクトとタイムラインのクイックサーチ機能、ミニフローチャート、live PS 3Dレイヤーのインポート、XYZ軸分離機能、Mocha付属 |
| 2009年1月5日     | CS4 (9.0.1)            | Chinchillada            | RED R3Dファイルサポート(via REDCODE v1.3 プラグイン) |
| 2009年5月29日    | CS4 (9.0.2)            | Lottadotta              | 不具合の修正、clip-level RED R3Dサポート(via REDCODE v1.7 プラグイン)、XDCAM HD (Avid-style MXF) のサポート |
| 2010年5月28日    | CS5 (10.0.0)           | Esgocart                | ネイティブ64bitソフトウェア、AVC Intra対応、Mocha for After Effects v2同梱、Digieffects FreeFormプラグインの付属、ロトブラシツール追加 |
| 2011年5月20日    | CS5.5 (10.5)           | Codname                 | ワープスタビライザー、3Dメガネエフェクトの機能追加 |
| 2012年4月23日    | CS6 (11.0)             | Superstition            | グローバルパフォーマンスキャッシュ、3Dカメラトラッカー、レイトレース3Dの機能追加、マスクの境界線のぼかし改善、プラグインに「ローリングシャッターの修復」の追加、バンドルプラグインのCycoreFX HDスイートに関し、73のHDプラグインが16ビット／チャンネルカラーをサポートし、35のプラグインで最大ダイナミックレンジの32ビット不動小数点をポート、オートマチックダック社のプロジェクトインポートプラグイン「Pro Import AE」が標準で搭載                              |
| 2013年6月17日    | CC (12.0)              | Plabt Blue Ribbon       | Maxon Cinema4Dソフトウェアによるライブ3Dパイプライン、輪郭や複雑なマスクのエッジの調整ツールなどの機能追加、ワープスタビライザーVFXの処理速度が80%向上 |
| 2013年10月31日   | CC (12.1)              | Sconehenge              | OS X MavericksのRetinaディスプレイをサポート、マスク対象をトラッキングできるマスクトラッカーの機能追加 |
| 2013年12月13日   | CC (12.2)              | Pinot Butter            | デフォルトで自動保存が有効、イメージシーケンスのフォルダを自動作成、スナップ機能の強化、OptiXライブラリー新バージョン対応、およびOptiXライブラリー読み込みをアプリケーション起動時からレイトレース3Dレンダラー切替時に変更 |
| 2014年6月18日    | CC 2014 (13.0)         | Goatmeal Stout          | Key CleanerエフェクトとAdvanced Spill Suppressorエフェクト、Premiere Proで編集可能なAfter Effectsで作成されたAfterエフェクトテキストテンプレート、各エフェクトの影響を受ける領域をマスクで制限する機能を含む各エフェクトの合成オプション、Sony RAWフッテージのインポート（F5からの未加工ファイル、F55、F65カメラ）、MPEG-4 SStP（シンプルスタジオプロファイル）Sony SR MXFファイルのインポート、Mercury Transmitを使用した外部モニターでのビデオプレビュー      |
| 2014年9月7日     | CC 2014.1 (13.1)       | Hefe Marathon           | 高DPIコンテンツとUI（Mac OS、Windows）、更新された「ブルー」UI、相対プロパティリンク付きコピーコマンド、ダイナミックリンクの色管理、Maxon CINEMA 4D Lite R16およびCINEWARE 2.0、CINEMA 4Dアセットのファイル収集、ネイティブGoPro CineFormコーデック、テキストレイヤーのスクリプトの改善 |
| 2014年12月16日   | CC 2014.2 (13.2)       | Finish Lime             | テキストレイヤーのスクリプトの改善、ダイナミックレイヤー境界へのエクスプレッションアクセス、新しいキーフレームアイコン。 |
| 2015年6月15日    | CC 2015.0 (13.5.0.347) | Mussel Car              | 中断のない再生、新しいAdobe Character Animator（プレビュー1）、Creative Cloudライブラリのサポート、フェイストラッカー、Maxon CINEWARE v2.0.16、スムーズなエクスペリエンスと、レンダリングの進行中でもユーザーとの対話。 |
| 2015年11月30日   | CC 2015.1 (13.6.0)     | Currant Time            | Character Animator（プレビュー3）、再生パフォーマンスとインタラクションの改良、マルチタッチジェスチャ、スタックパネルグループ、新しいLumetri Colorエフェクト、追加のICCプロファイル、2つの新しいCycore FXプラグイン。 |
| 2016年1月27日    | CC 2015.2 (13.7.0)     | Fibonachos              | Maxon CINEWARE v3.0（R17）（Takeシステム、OpenGLレンダラーのサポート、After EffectsとCinema 4D間のタイムラインの同期を含む）、Render Queueの起動時に自動保存するオプション、Cache Before Playbackプレビューの改善。 |
| 2016年6月20日    | CC 2015.3 (13.8.0)     | Abbacore                | 新しい再生アーキテクチャ、Maxon Cineware 3.1、3DテキストとシェイプレイヤーをMaxon CINEMA 4Dにエクスポート、GPU加速エフェクト（Lumetri Color、Gaussian Blur、Sharpen）、画像シーケンスのキャッシュと再生の改善、Render QueueからMedia Encoderへのコンポジションの送信、キャラクターアニメーター（プレビュー4） |
| 2016年11月2日    | CC 2017 (14.0)         | Codfather               | 3Dコンポジション用のCINEMA 4Dレンダリングエンジン、Creative Cloudチームプロジェクト（ベータ）、変更されていないソースメディアのリアルタイム再生、GPUアクセラレーションエフェクト、ライブテキストテンプレートの改善、日付と時刻トークン、次のものも含まれます：UI網膜サポートの改善、マーカーの改善、スクリプトの強化、Adobe Media Encoderのエクスポートの改善。                                                                                                 |
| 2017年1月18日    | CC 2017.1 (14.1)       | The Codfather Part Tuna | チームプロジェクトをローカルプロジェクトとして保存する機能。 |
| 2017年4月19日    | CC 2017.2 (14.2)       | Plabtjacks              | Lumetriスコープ、エフェクト入力レイヤーオプション、カメラシェイクのブレ除去、複数のGPU最適化。 |
| 2017年6月13日    | CC 2017.2 (14.2.1)     | Blueberry Plabtjacks    | パフォーマンスの改善とバグ修正。 |
| 2017年10月18日   | CC 2018 (15.0)         | Darth Tater             | データ駆動型アニメーションとJSONインポート、パスポイントへの式アクセス、没入型/ 360 VRツール（以前のMettle Skybox）、GPU加速モーションブラー、新しいフォントメニュー、フォントリガチャのサポート、キーボードショートカットエディター、Maxon CINEMA 4D Lite R19 |
| 2018年1月22日    | CC 2018 (15.0.1)       | Tater Dots              | ARRI ALEXA Mini MXF / ARRIRAW形式のサポート、HEVC（H.265）QuickTimeのサポート、可変フレームレートのフッテージオーディオ同期の改善、VR用のGPUメモリ最適化、およびバグ修正。 |
| 2018年4月3日     | CC 2018 (15.1)         | Annivercelery           | ネストされたコンポジションのマスタープロパティ、高度なパペットエンジン、データ駆動アニメーション.CSVおよび.TSVサポート、プロパティリンクピックホイップ、Adobe Immersive Environment（VRヘッドマウントディスプレイサポート）、新しいビデオリミッターエフェクト、改善されたビデオカメラRaw形式サポート（ RED IPP2、Canon Cinema RAW Light、Sony Venice X-OCN）。                                                                                                  |
| 2018年4月3日     | CC 2018 (15.1.1)       | Marching Ants on a Log  | バグ修正。 |
| 2018年4月3日     | CC 2018 (15.1.2)       | Peanut Dotter           | 改善されたRAWのビデオ形式のサポートとバグ修正。 |
| 2018年4月3日     | CC 2019 (16.0)         | Double Expresso         | パペットツールの高度なピンとベンドピン。3Dコンポジションの深度パス。Adobe Animate CCプロジェクト（.FLA）インポート。新しいJavaScript式エンジン。レスポンシブデザイン–時間; CSVおよびTSVスプレッドシートコントロール、フォントコントロール、およびMotion Graphicsテンプレートのグループ。Lumetriカラー選択的カラーグレーディングカーブ。新しいMocha AE CCプラグイン。macOSでのH.264およびHEVCのハードウェアアクセラレーションによるデコード。追加のGPU加速効果。 |
| 2018年12月10日   | CC 2019 (16.0.1)       | Macchidotto             | WindowsでのApple ProResのエクスポート、HEIFファイルのインポート、ProRes HDR映像のインポート、およびバグ修正。 |
| 2019年4月2日     | CC 2019 (16.1)         | Cloak-o-nut             | ビデオ用のコンテンツ対応塗りつぶし、カスタマイズ可能なExpressions Editor、インポート/エクスポートガイドライン、自動Adobe Font同期、およびバグ修正。 |
| 2019年11月11日   | CC 2020 (17.0)         | KoalaTea                | プレビューと再生のパフォーマンスの向上、EXRワークフローの強化、シェイプの高速化、グラフィックおよびテキストの機能強化、エクスプレッションの改善、形式の拡張と再生サポートの改善、Cinema 4D Lite R21、ビデオの機能強化についてのコンテンツに応じた塗りつぶし。 |
| 2020年5月19日    | 17.1                   | Hummingbread            | テーパーシェイプストローク、コンセントリックシェイプリピーター、ProRes RAW読み込みサポート、Minimax効果GPUアクセラレーション、チャンネル設定効果32bpcカラーサポート、チームプロジェクトでメディアを共有ロケーションにコピー、オーディオデバイスを自動更新（macOS版のみ）。 |
| 2020年10月20日   | 17.5                   | Quarantuna              | Roto Brush 2、カメラと3Dトランスフォームギズモが改良された3Dデザインスペース。 |
| 2021年3月10日    | CC 2021 18.0           |                         | モーショングラフィックステンプレートとエッセンシャルプロパティにおけるメディア置換、リアルタイム3Dドラフトプレビュー、3Dグランドプレーン、コンポジションツールバーの改善、チームプロジェクトのパフォーマンス改善 |
| 2021年10月26日   | 22.0                   | Cores on the Cob        | マルチフレームレンダリング（プレビュー、レンダーキュー書き出し、Adobe Media Encoder書き出し）、レンダーキューUIの改善、レンダーキュー通知、コンポジションプロファイラー、投機プレビュー、10ビット422 HEVC用ハードウェアアクセラレーションデコーディング、四面体LUT補間、バージョン番号をPremiere ProとAdobe Media Encoderで統一。 |
| 2021年12月14日   | 22.1.1                 |                         | 汎用テキストエンジン、Cinema 4D R25 のサポート |
| 2022年2月8日     | 22.2                   |                         | バグ修正。 |
| 2022年4月12日    | CC 2022 22.3           |                         | Apple シリコン対応、Frame.io 統合、3D 拡張ビューア、シーン編集の検出、3D レイヤーのビニングインジケーター、エコノミーマーク、制約付きシェイプ。 |
| 2022年5月10日    | CC 2022 22.4           |                         | 分割されたディメンションの環境設定。 |
| 2022年6月21日    | CC 2022 22.5           |                         | バグ修正。 |
| 2022年8月23日    | CC 2022 22.6           |                         | キーフレームカラーラベル |
| 2022年10月18日   | 23.0                   | Track Latte             | トラックマットレイヤーの選択、ネイティブの H.264 エンコード、コンポジションプリセット、新しいアニメーションプリセット、より迅速なタイムラインのナビゲーション、Cinema 4D オプションインストーラー。 |
| 2022年12月6日    | 23.1                   |                         | Cinema 4D 2023 との統合。 |
| 2023年2月7日     | CC 2023 23.2           |                         | OpenColorIO および ACES のカラーマネジメント。 |
| 2023年10月11日   | 24.0                   |                         | 機能強化されたロトブラシによる次世代ロトスコーピング、OpenColorIO ワークフローの機能強化、テキストとフォント操作用の新しいスクリプトフック、CC Composite の 2 つ目のソースレイヤー、Intel ディスクリートグラフィックカードでの HEVC および H264 ハードウェアアクセラレーションの新しいサポート、Windows 上の R3D のハードウェアアクセラレーション |
| 2023年12月6日    | 24.1                   |                         | 3D モデルの読み込み、画像ベースの照明、Advanced 3D レンダラー、2D／3D 相互運用性、アニメーション化されたライトとカメラ、3D スナップ、3D モデル駆動型エフェクト、アニメーションプリセット |
| 2024年2月7日     | 24.2                   |                         | OBJ 3D モデルの読み込みを実行する機能、サムネールとしてのモーショングラフィックステンプレートのビデオプレビューを有効にするオプション、環境光用の .exr ファイルのサポート、Cycore プラグインエフェクトの機能強化、重要な修正、パフォーマンスの改善 |
| 2024年3月26日    | 24.3                   |                         | テキストレイヤーの文字単位のスタイル、重要な修正 |
| 2024年5月8日     | 24.4                   |                         | ロトブラシによるフリーズパフォーマンスの強化、ラベルカラーメニューのスウォッチ、複数のレイヤーのキーフレームのコピー＆ペースト、キーフレームを反転ペースト、最古のインポイントと最新のアウトポイントへのナビゲーション |
| 2024年6月20日    | 24.5                   |                         | シャドウキャッチャー、埋め込まれた 3D モデルアニメーション、高度な 3D シーンからの深度データの取得、ライブラリからの OBJ 読み込みのサポート数字、図形などの新しいプリセット |

## 機能
キーイングエフェクト
クロマキー機能は「カラーキー」「リニアカラーキー」「カラー差キー」「色範囲」など、初期のバージョンからさまざまな種類が用意されているが、Ver.6.0からはKeylightという高性能なクロマキープラグインがバンドルされ、前述のエフェクトよりもよく用いられるようになった。「異なるマット」と呼ばれるディファレンスキーの機能もあり、映像の中から動いているものだけを抽出することも可能である。
ペイントエフェクト
Ver.6.0から「Adobe Photoshop」のような本格的なペイント機能が装備された。映像の一部を塗ったり消したりするという作業が細かく出来る。バレ消しなどにも非常に有効である。After Effectsは頻繁にAdobe Photoshopで制作・加工した画像を使用することが多いため有意義な機能追加であった。以前はAfter Effects内でペイントを行うには「Cult Effects」などのプラグインを使用する必要があった。
タイトルエフェクト
Ver.6.0からAdobe Illustratorのような文字デザインの細かい指定が可能になっている。もちろんそれ以前にも機能はあったが、やはりIllustratorで制作したデザインをAfter Effectsに持ち込んで合成したり動かしたりするということが多かった。
レンダリングエフェクト
「稲妻」「レーザー光線」「レンズフレア」などの視覚効果を映像に追加できる。「レンズフレア」については種類やオプションが少ないため、現在でも「Knoll Light Factory」や「Optical Flares」といったレンズフレア専用のサード・パーティー製プラグインを追加して使用されることが多い。
シミュレーションエフェクト
ver.5.0から「シャター」「カードワイプ」など、3DCGで制作されるような3次元的にはじけるような映像が可能になった。これらはもともとは「ATOMICPOWER Evolution」というプラグインの機能の一部であった。また、簡単なパーティクル機能も付加された。
トラッキング・スタビライズ機能
映像の動きを分析し、動いているものに追従して別の映像を合成したり、カメラの手振れなどを止めることが出来る機能で、基本機能に加え、バージョンを経る毎に「ワープスタビライザー」「3Dカメラトラック」「マスクトラッカー」「フェイストラッカー」などが追加されている。また、トラッキング専用ソフト「Mocha」の簡易版がプラグインとしてバンドルされている。

## プラグイン
AfterEffectsでは非常に多くのサードパーティー製のプラグインが発売されており、これらを使用することで機能を拡張できる。よく使用されるサードバーティー・プラグインには、The Foundry, DigiEffects, Zaxwerks, Conoa, BorisFX, Red Giant Software, GridIron Software, Trapcode, VideoCopilotなどがある。